# Pedro de Mena
Pedro de Mena y Medrano (Granada, agosto de 1628 - Málaga, 13 de octubre de 1688) fue un escultor del barroco español. 
Pedro de Mena se dedicó principalmente a la realización de imaginería religiosa, oficio al que también se había dedicado su padre, Alonso de Mena, y de quien heredó un taller en Granada. Además, tuvo otro taller instalado durante treinta años en Málaga, a donde se había dirigido para participar en una de sus obras más reconocidas, la sillería del coro de la Catedral de Málaga. En esta ciudad ejecutó gran cantidad de encargos, especialmente para órdenes religiosas.
En sus obras destacan: los rostros y rasgos alargados de sus figuras, las ropas trabajadas con unos perfiles extremadamente finos y la policromía empleada (colores en fuerte contraste) y el realismo en las encarnaduras, que se muestra claramente y, sobre todo, en su Magdalena Penitente, «Dolorosas» y «Ecce Homo». Debido al gran impacto que produjo la imagen de San Francisco de Asís realizada para la Catedral Primada de Toledo y gracias a la intervención del cardenal Moscoso y Sandoval, antiguo conocido de su padre, fue nombrado maestro mayor de la misma.

## Trayectoria humana y profesional
Fue bautizado el 29 de agosto de 1628 en Granada en la parroquia de San Andrés. Sus padres fueron Alonso de Mena, famoso escultor, y su segunda esposa Juana de Medrano. Sus primeros años de aprendizaje los pasó con su padre junto con otros aprendices de taller entre los que se encontraba Pedro Roldán. Al fallecimiento de su padre en 1646, Pedro, con dieciocho años, se hizo cargo del taller, que compartió a partir de 1652 con Alonso Cano —cuando este regresó a Granada desde Madrid, para actuar de racionero en la catedral—, con quien trabajó y colaboró estrechamente, poniendo a su disposición su propio taller. Gracias a esta colaboración, Mena pudo asimilar unos procedimientos de trabajo más elaborados y un nuevo concepto estético que desarrolló por la vía de la perfección técnica y el realismo.

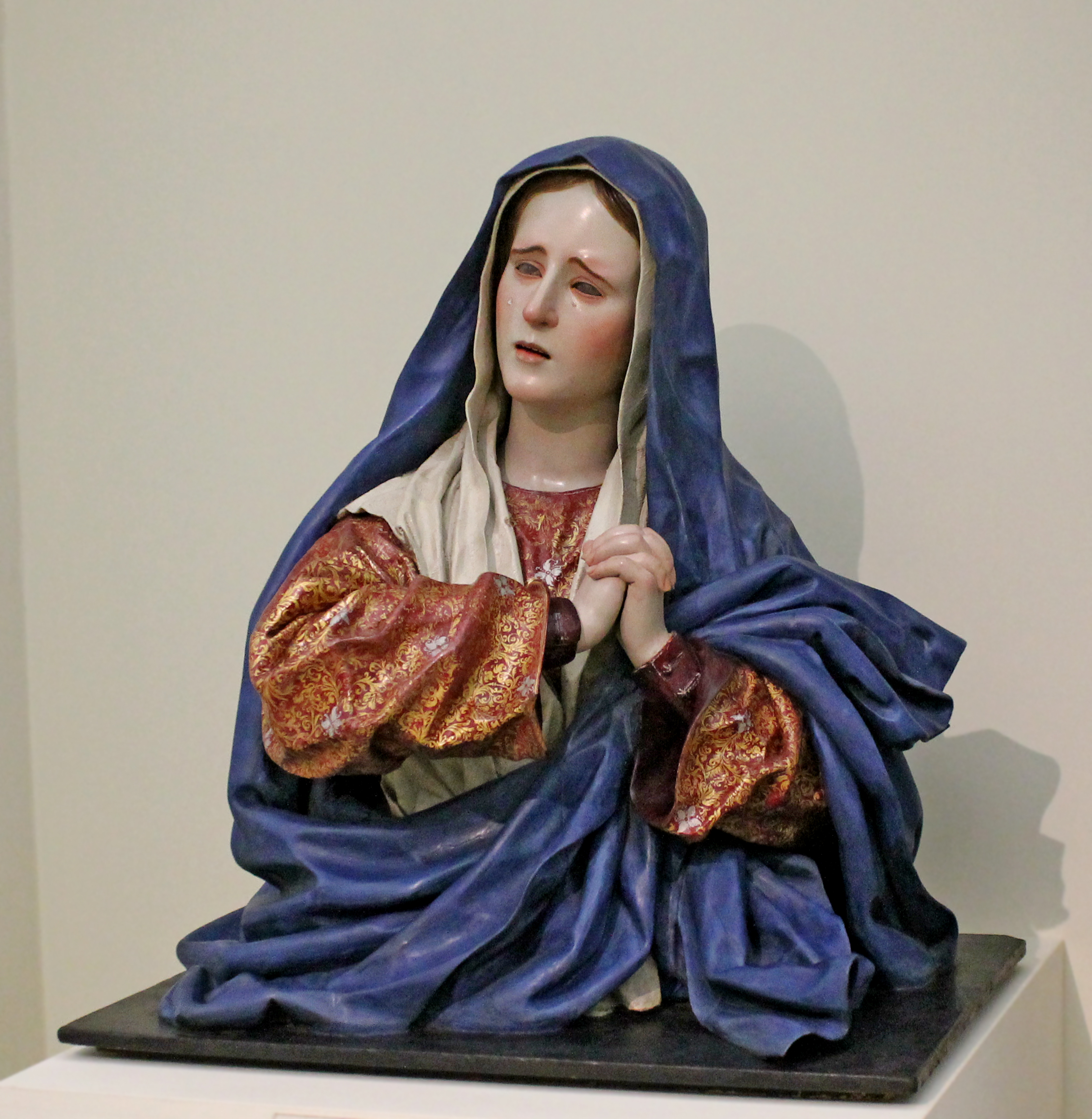
Mater Dolorosa, talla de madera policromada conservada en la Real Academia de Bellas Artes de San Fernando (Madrid).

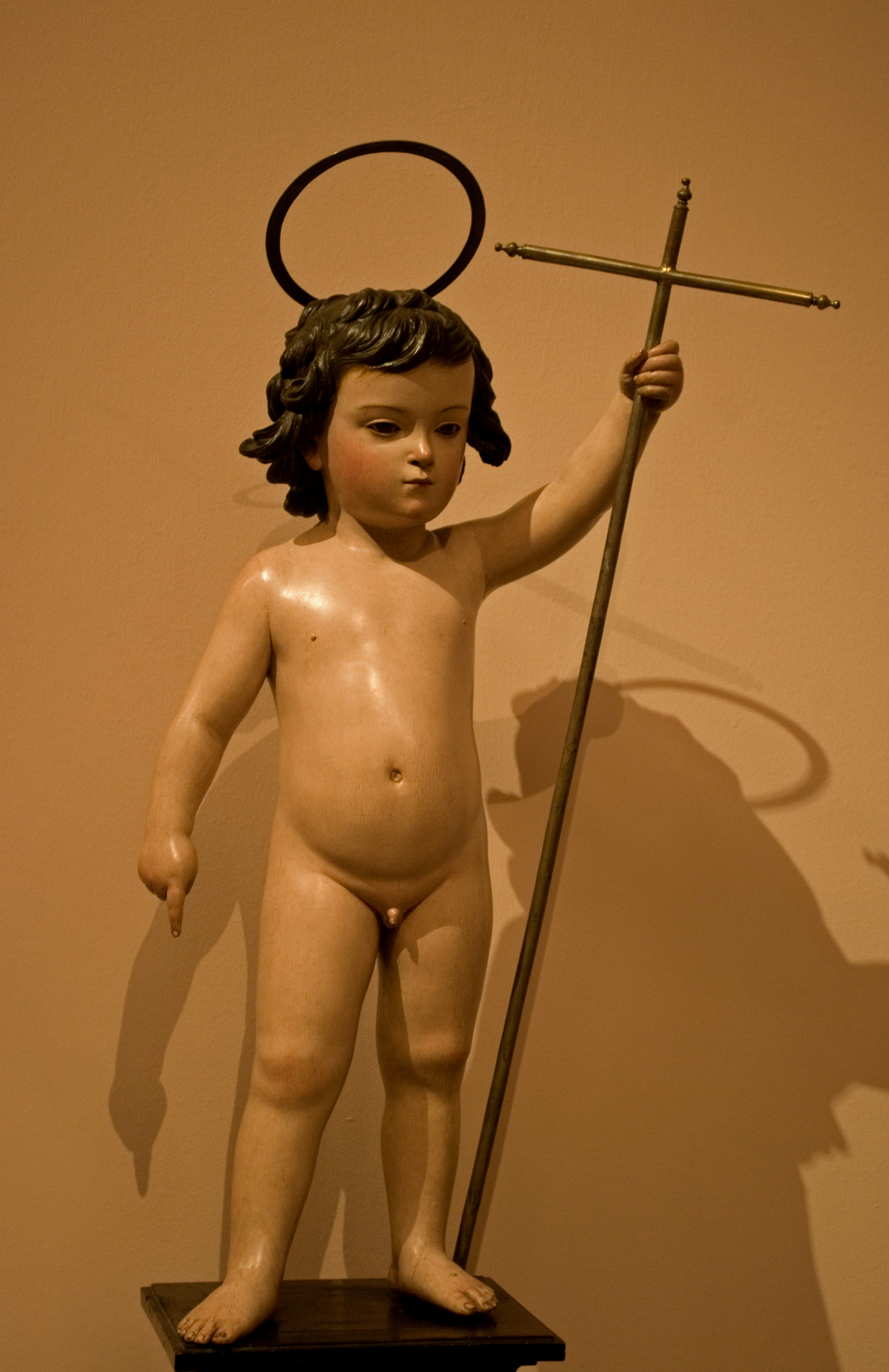
San Juan Bautista Niño (1674), Museo de Bellas Artes de Sevilla.

El 5 de junio de 1647 contrajo matrimonio con Catalina de Vitoria y Urquízar, natural de Granada y de 13 años de edad, con la que tuvo seis hijos antes de su marcha a Málaga, de los que sobrevivieron tres que se hicieron religiosos. Durante su estancia en Málaga tuvieron otros ocho hijos, quedando en vida sólo dos, José, capellán real en la Capilla Real de Granada y Juana Teresa en el Císter, donde ya estaban sus hermanas Andrea y Claudia Juana. Redactó su primer testamento en 1666; pero es en el realizado en 1675 cuando habla de su hija Juana que aún no tenía seis años:

... y desea vivir y permanecer en estado de religión, guardando pureza y castidad, por lo que deseamos que sea religiosa por ser de los estados más perfectos y seguros para la salvación.

 Por sus firmes creencias religiosas, pidió ser enterrado entre las dos puertas de la iglesia del Císter para que su lápida fuera pisada por todos los fieles que entraran en la iglesia.
Pedro de Mena mantuvo una gran vinculación religiosa con distintas cofradías y fue hermano mayor de la del gremio de artistas del Santísimo Corpus Christi, Ánimas y Misericordia.
Luchó y consiguió ser aceptado como familiar de la Inquisición en 1678. Este hecho significaba un ascenso social, ya que suponía un reconocimiento público de limpieza de sangre y llevaba además aparejados ciertos privilegios como el verse libre de pagar impuestos. Sus grandes amistades fueron sobre todo eclesiásticas, según Palomino:

...fue un hombre de la primera estimación, y así nunca se acompañó sino con la primera nobleza, llevándolo el señor D. Fray Alonso a su lado en los paseos públicos y recreos de la caza.

Permaneció en Granada hasta que en 1658 fue llamado por el obispo de Málaga, Diego Martínez de Zarzosa, para realizar la sillería del coro de la Catedral de la Encarnación de Málaga. En esta ciudad, excepto una estancia en Madrid entre los años 1662 y 1663, montó su taller definitivo con gran éxito de encargos, hasta su fallecimiento en el mes de octubre de 1688.
Fue nombrado maestro mayor de escultura de la catedral de Toledo en mayo de 1663 por iniciativa del cardenal Baltasar Moscoso y Sandoval, donde se encuentra San Francisco de Asís, una de sus mejores obras. Regresó a Málaga y, demostrando grandes dotes empresariales, dejó en Madrid un representante encargado de recoger posibles encargos y de suministrarle material necesario para su trabajo.
Sus trabajos se fueron extendiendo por toda la península; se cree que con la colaboración de su hijo Alonso, jesuita, ya que se encuentran numerosas obras de Mena en templos de esta orden en Alcalá de Henares, Madrid, Marchena, Sevilla e incluso en Ciudad de México o Lima.
Destacó por su gran capacidad de trabajo así como por sus dotes administrativas y su visión comercial. le proporcionaron un patrimonio que le permitió una vida holgada y una respetable posición que consiguió al ser nombrado teniente de alcalde de la fortaleza de Gibralfaro en 1679. En este mismo año, meses más tarde, afectado por la enfermedad de la peste, volvió a redactar el que sería su tercer y último testamento, donde detalló la propiedad de seis viviendas y regaló al convento de Santa Ana del Císter, a cambio de su sepultura, la pareja de bustos de una Dolorosa y un Ecce Homo. No sucumbió a la peste, pero debieron quedarle secuelas, ya que, a partir de entonces, puso al frente del taller a su discípulo Miguel Félix de Zayas. Este, después de la muerte de su maestro, firmó su escasa obra conocida como «discípulo de Pedro de Mena». Durante estos últimos años de vida, se cree que la participación de Mena en los trabajos del taller se limitó a dibujar y hacer bocetos, ya siempre con modelos repetidos, pero que cumplían los encargos solicitados al taller. Recibió sepultura, como había deseado, en el convento del Císter el 14 de octubre de 1688.
En 1876, la abadía cisterciense de Santa Ana de Málaga fue derribada y se localizaron sus restos en una caja de pino, entonces fueron trasladados a la iglesia del Santo Cristo de la Salud, hasta su nuevo traslado en 1996 a la actual iglesia del Císter, muy cerca de la casa donde vivió y murió, donde sigue enterrado en una pequeña capilla con los bustos de la Dolorosa y el Ecce Homo, que había realizado y donado para tal fin.

## Estilo

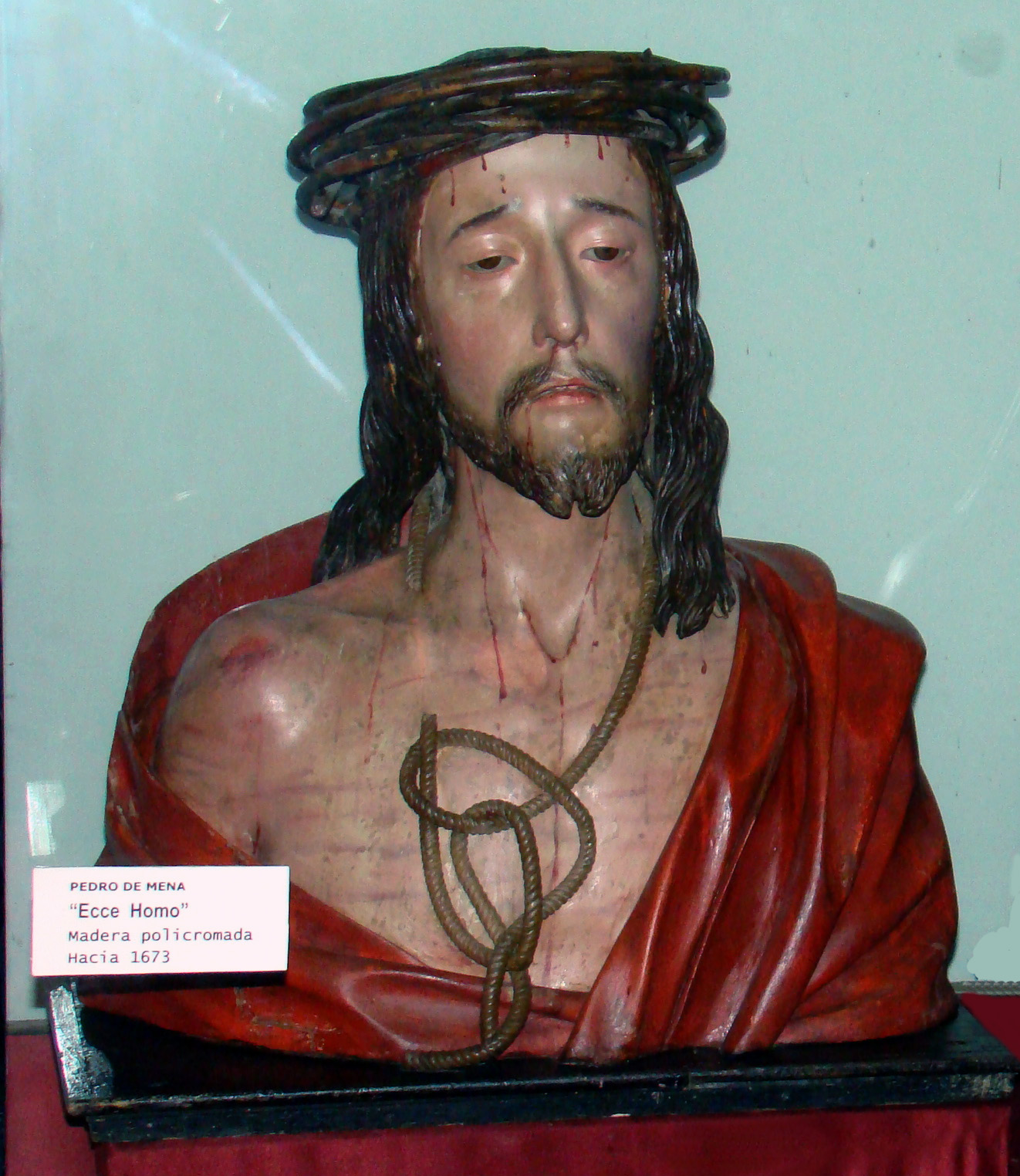
Ecce Homo del Museo Diocesano y Catedralicio de Valladolid, se ve cómo la policromía da carácter a la talla.

En sus primeras obras se aprecia perfectamente el estilo de su padre que va transformando poco a poco, según autores como Antonio Palomino o Ceán Bermúdez. La gran influencia que tuvo Alonso Cano sobre su obra artística, se aprecia en que los rostros femeninos los va haciendo más ovalados, los cuellos más largos, la nariz la perfilaba estrechándola y reducía la boca. A partir de su estancia en Málaga fue proyectándose hacia un estilo mucho más realista y naturalista además de ir adquiriendo un gran dominio técnico en la talla y policromía. El conocimiento de las obras y artistas castellanos le lleva a simplificar las formas y los volúmenes de sus figuras, sobrecargando en cambio su contenido espiritual; es cuando consiguió sus mejores obras. Sólo en su última etapa los modelos se volvieron más simples, y es donde se aprecia su maestría y su habilidad técnica, ya que sin gran esfuerzo, realizaba obras muy dignas.
Los modelos iconográficos que empleaba en su gran mayoría no eran creaciones personales, sino que estaban inspirados en los realizados por sus allegados: su padre, Alonso de Mena —su gran maestro—, Alonso Cano, Gregorio Fernández, Pablo de Rojas. Otro punto de inspiración fueron pinturas o estampas; aunque en Mena, la calidad de la técnica es lo que imperaba, dando como resultado orillas de las túnicas y mantos que parecen telas finísimas y rostros que expresan una gran espiritualidad. Toda su producción fue de tema religioso excepto las imágenes de los Reyes Católicos de las catedrales de Granada y Málaga.
A pesar de ser una época de gran auge de las hermandades penitenciales de Semana Santa, sólo se tiene noticia de la realización de una escultura, concretamente de un Nazareno en 1679 para la ciudad de Lucena, que por no tener el mecanismo de articulación en el brazo que debía bendecir, no fue del agrado de la cofradía. Mena se dedicó sobre todo a tallas generalmente pequeñas, con temas como el Niño Jesús, Santos, Inmaculadas, Dolorosas y Ecce Homo, con sólo un Crucificado, desaparecido. De tamaño mayor que el natural es el Cristo de la Buena Muerte del convento de Santo Domingo, las restantes obras de Cristos son también de tamaño menor. 
En su primera etapa de trabajo se ocupaba él mismo del acabado de sus imágenes y de la aplicación de la policromía. Con el tiempo dejó esta labor en manos de un pintor especialista que lo realizaba siempre bajo su supervisión. También aquí se advierte la influencia de Alonso Cano. En sus primeros tiempos la policromía empleada era con estofado de ricos motivos y bordes con cenefas y carnaciones tostadas. A partir de su colaboración con Cano, fue dejando las estofas y prefiriendo los tonos lisos con colores contrastados y el realismo en las austeras estameñas del hábito de los santos franciscanos. Las carnaciones se hicieron más claras, añadiéndose los postizos frecuentes de la época: pelo natural, pestañas, dientes de marfil y ojos de cristal.

## Período de Granada

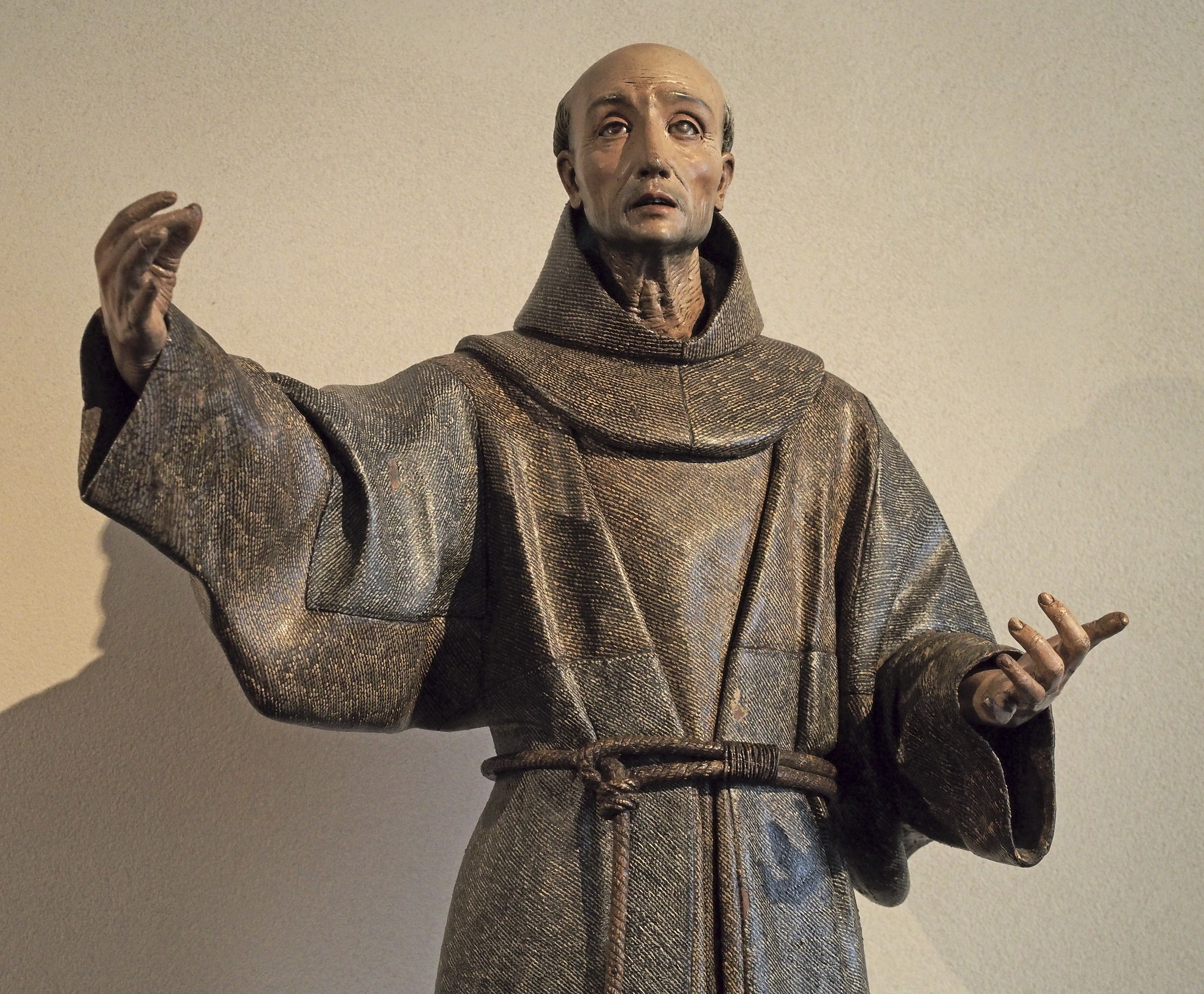
San Pedro de Alcántara. Museo Nacional de Escultura. Valladolid.

Entre sus primeras obras realizadas en el taller de su padre en Granada, se encuentra un San Francisco Solano, encargado por los marqueses de Priego en el año 1647 para el convento franciscano de Montilla. Se trata de una talla de tamaño natural con los atributos propios del santo: una concha para bautizar y un crucifijo en la otra mano, que se conserva en la parroquia de Santiago, de dicha ciudad. Las mejores obras catalogadas de este primer periodo son: San Pedro y San Pablo del convento de San Antón, de tamaño mediano (123 cm); tienen las vestiduras talladas con pliegues finos de gran naturalidad, una policromía muy rica en estofados y tostada la pintura de los rostros. 
La llegada de Cano al taller y sus mutuas colaboraciones hacen difícil precisar las autorías concretas. En la iglesia de los santos Justo y Pastor se pueden apreciar los cuatro evangelistas, recolocados en un tabernáculo de finales del siglo XVII, que presentan una gran policromía de la misma calidad que el San Juan Bautista del convento de San Antón de Granada. Palomino afirma que Mena ejecutó las imágenes de San José y San Antonio con el Niño, San Diego de Alcalá y San Pedro de Alcántara, hoy en el museo de Bellas Artes de Granada:

... con asistencia y modelos de su maestro, quien le dio las últimas carnaciones... con las cuales acabó de asentar su crédito en toda Andalucía, y aún en toda España.

 De estas mismas imágenes, Sánchez-Mesa en 1967, recalcaba que, aunque talladas por Mena a partir de modelos de Cano y bajo su dirección, este debió de introducir correcciones. Estas esculturas resaltan por su elegancia, por su capacidad para captar las figuras en total aislamiento, con el realismo que le caracteriza; en el gesto de San Diego de Alcalá, mientras levanta el hábito dónde se ha producido el milagro de la conversión del pan en rosas, alza su rostro ligeramente ladeado hacia las alturas; en San Pedro de Alcántara se aprecia su actitud totalmente natural durante la redacción de su libro que se encuentra abierto y apoyado sobre su pierna izquierda. Este tema fue representado varias veces por Mena a lo largo de su vida laboral.
En la capilla de Nuestra Señora del Carmen en la catedral se encuentra la imagen de San Elías, una escultura muy expresiva, con gran movimiento, que presenta al profeta blandiendo la espada flamígera con la mano derecha, mientras sostiene en la contraria el libro de las profecías; el rostro es el de un anciano con arrugas, enjuto y enérgico con barba y una larga cabellera.

## Periodo de Málaga
Pedro de Mena fue un hombre con inquietudes y ambición. Aceptó con diligencia la invitación de asumir el proyecto de la ejecución de la sillería alta del coro de la Catedral de Málaga propuesta por el obispo Martínez Zarzosa, coincidiendo con la estancia de Cano otra vez en Madrid, con la intención de volver a su ciudad natal una vez realizado el encargo. Pero la gran popularidad y prestigio que consiguió con esta obra y la poca competencia que había en la ciudad de Málaga, así como con el aumento ininterrumpido de encargos, le hicieron montar taller y permanecer en ella hasta su muerte.

### Sillería de la catedral
El obispo Martínez Zarzosa le encargó en 1658 la terminación de la sillería del coro de la Catedral de Málaga, comenzada en 1630 por el escultor jiennense Luis Ortiz de Vargas, continuada tras la marcha de este en 1638 por José Micael y Alfaro y, tras la muerte del mismo en 1650, se paralizó la obra, reanudándose en 1658 con el encargo, tras concurso cerrado, a Mena. 
Se realizó el contrato el 25 de julio de 1630 para la realización de cuarenta paneles con imágenes de santos, propuestos por el cabildo catedralicio, en los que se incluyen mártires de la iglesia universal y española, padres y doctores de la Iglesia, fundadores y miembros de órdenes religiosas, en fin, un amplio repertorio iconográfico, todos colocados en la sillería alta.
En este trabajo se aprecia la gran influencia de Alonso Cano; por un parte, imágenes de una gran serenidad totalmente clásica, como la imagen de San Lucas que sirvió como modelo de presentación al obispo, junto con el San José con el Niño inspirado en un dibujo de Cano con el mismo tema del Museo del Prado; y, por otra, las realizadas posteriormente, donde se ve el realismo y los detalles naturalistas como en San Ignacio de Loyola, San Agustín, o los patronos de Málaga, San Ciriaco y Santa Paula. Tienen gran calidad las anatomías de San Sebastián y San Jerónimo, que al estar todo el trabajo sin policromar, podrían resaltar más los fallos. Es evidente que ésta es una de sus obras más importantes y mejor logradas. Como «la octava maravilla del mundo» consideró el coro de la catedral de Málaga el pintor y escritor Antonio Palomino.

## Estancia en Madrid
Se trasladó a Madrid y Toledo durante los años 1662-1663 para conocer la obra de la etapa madrileña de Cano, además de la de otros artistas y, aconsejado por este, para darse a conocer en la corte. Poco después, regresó a Málaga, donde había dejado la familia, con encargos nuevos y dejando representante en Madrid para futuras obras. 

### San Francisco de Asís
En la sacristía de la Catedral Primada de Toledo se encuentra la imagen de San Francisco de Asís de 83 cm, una obra de imaginería magnífica, que a pesar de que ya Palomino hablaba de ella, dando como autor a Pedro de Mena, estuvo mucho tiempo durante el siglo XIX atribuida al propio Alonso Cano. La iconografía que representó fue la momia del santo, tal como se describe cuando fue contemplada hacia 1449 por el papa Nicolás V en la basílica inferior de San Francisco de Asís, en su sepultura, puesto de pie, cubierto con capucha, mirando al cielo con las manos ocultas en las mangas y mostrando el pie descalzo con la llaga. Este hallazgo fue ampliamente difundido y llegó a España dónde diversos artistas lo representaron, como Zurbarán a través de la pintura y Gregorio Fernández y Alonso Cano en escultura, incluso Mena ya lo había tratado en la sillería de la catedral de Málaga. Muy complacidos quedaron con su obra, por lo que le nombraron maestro mayor de escultura de la catedral de Toledo a instancias del cardenal Moscoso y Sandoval. El tema de San Francisco de Asís fue uno de los más frecuentes dentro de su producción, con ligeras variantes como el del Museo de la Ciudad de Antequera (Antequera) y el de la iglesia de San Martín de Segovia.

## Obras de madurez

### María Magdalena penitente

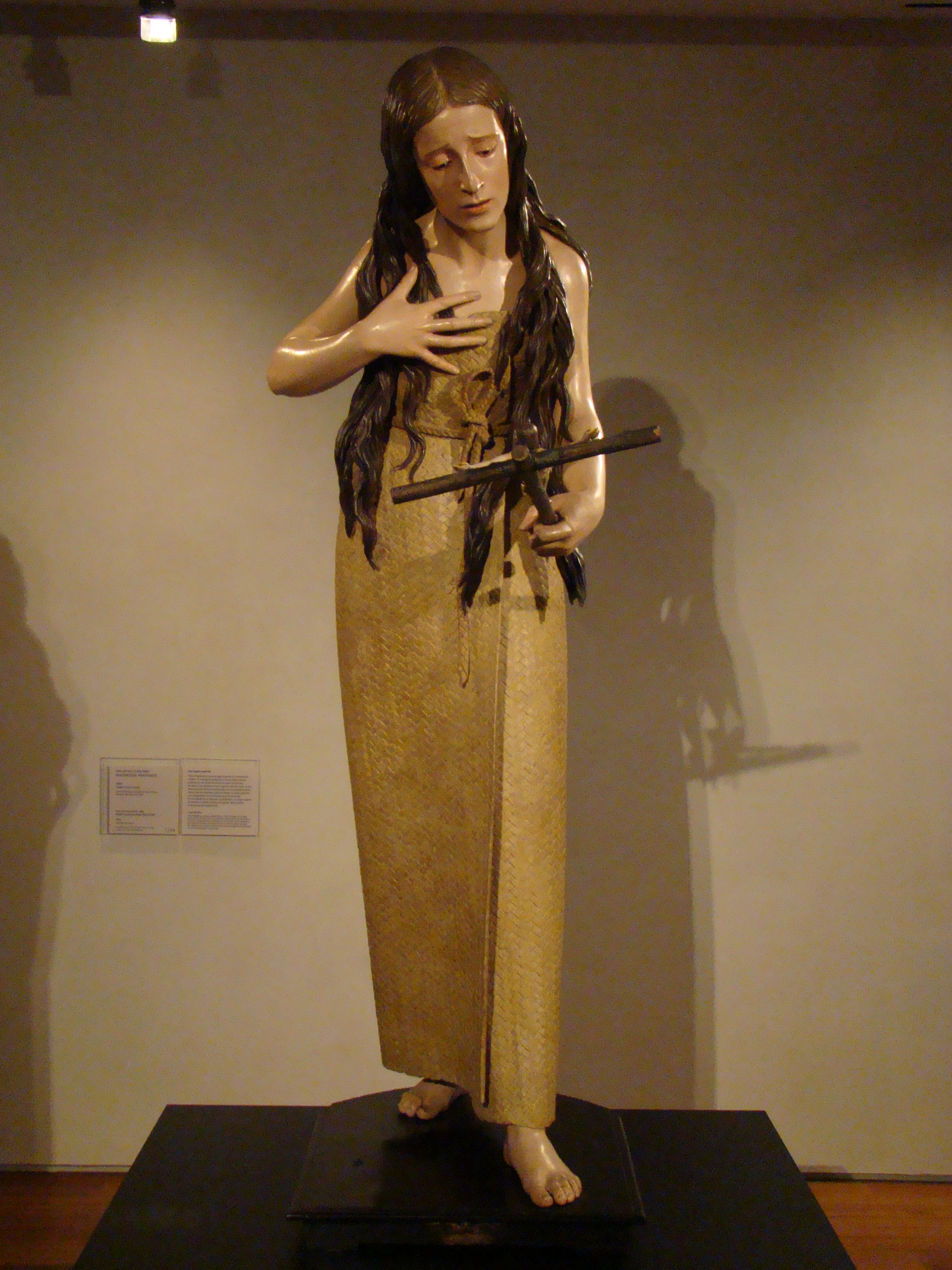
Magdalena penitente en el Museo Nacional de Escultura, Valladolid.

Pedro de Mena es especialmente reconocido por sus esculturas de María Magdalena en situación suplicante, que ha sido denominada como Magdalena Penitente.
La Magdalena de Mena es una mujer joven, aunque demacrada por la penitencia, con la cara ovalada y que muestra un gran sentimiento con una espiritualidad que refuerza la nariz afilada, la boca pequeña entreabierta y la mirada triste; una gran cabellera, más escueta que la de Fernández, le cae sobre los hombros. El dramatismo se aprecia en la mano derecha abierta sobre su pecho y siguiendo la mirada de la imagen hacia el crucifijo que sostiene en la mano izquierda; cubre su cuerpo con un tejido de estera de palma hasta los tobillos, atado con una soga formando un gran nudo a la cintura. Se encuentra de pie; asomando por debajo del sayo los pies descalzos y tiene el izquierdo adelantado como en acción de echar un paso. Es una pieza de gran realismo que trasmite profundo valor místico-espiritual que muestra la influencia de la escultura castellana de Gregorio Fernández.
Tras la expulsión de los jesuitas por la Pragmática Sanción de 1767, pasó al oratorio de San Felipe Neri hasta la desamortización de 1835. La imagen la guardaron las Salesas Reales hasta su exclaustración en 1870, cuando fue trasladada al Museo de la Trinidad. Más tarde, en 1921, estuvo en el Museo del Prado que la depositó en 1933, por orden del gobierno de la II República, en el Museo Nacional de Escultura, en Valladolid. Esta obra excepcional, restaurada en el Museo del Prado, retornó al Museo de Valladolid en 2008.

### Ecce Homo y Dolorosas
El Ecce Homo es la representación del momento en que después de ser azotado Jesús, con corona de espinas, manto y soga al cuello, es mostrado por Poncio Pilato al pueblo según el evangelio de Juan (19, 5) y dice: Ecce Homo, («este es el hombre»), que es lo que dará nombre a esta iconografía. Aunque hay realizaciones anteriores tanto en pintura como en escultura, es durante el Barroco cuando se encuentran más muestras ejecutadas por artistas en la pintura (Tiziano) como en la escultura (Alonso Berruguete, Juan de Juni, Diego de Siloé y sobre todo, Gregorio Fernández). No obstante, Mena optó por la realización bustos de Ecce Homo. Estas esculturas responden a la necesidad de devociones familiares o conventuales; todas son de dimensiones relativamente pequeñas. 
Además del Ecce Homo que custodia el Museo catedralicio de Valladolid, hay otros dos en el Museo Nacional Colegio de San Gregorio: el que se expone habitualmente, y otro más, adquirido en 2008.
El Cristo puede representarse de medio cuerpo con una altura de unos 95 cm y se corta la imagen por debajo de las caderas, con las manos cruzadas y con los atributos de corona de espinas, soga y caña, como los ejemplares de Budia en Guadalajara y el de las Descalzas Reales en Madrid. Otro modelo tiene el busto hasta los pectorales, con los brazos y las manos atadas y los atributos pertinentes, como el de las Madres Mercedarias de Madrid. Por último, el tipo más numeroso es el del busto corto representado hasta el arranque de los brazos, con la soga colgada del cuello y la corona de espinas, logrando el impacto principal con la policromía del rostro. Entre ellos están el del convento de la Concepción de Zamora y el de la casa Profesa de Ciudad de México.

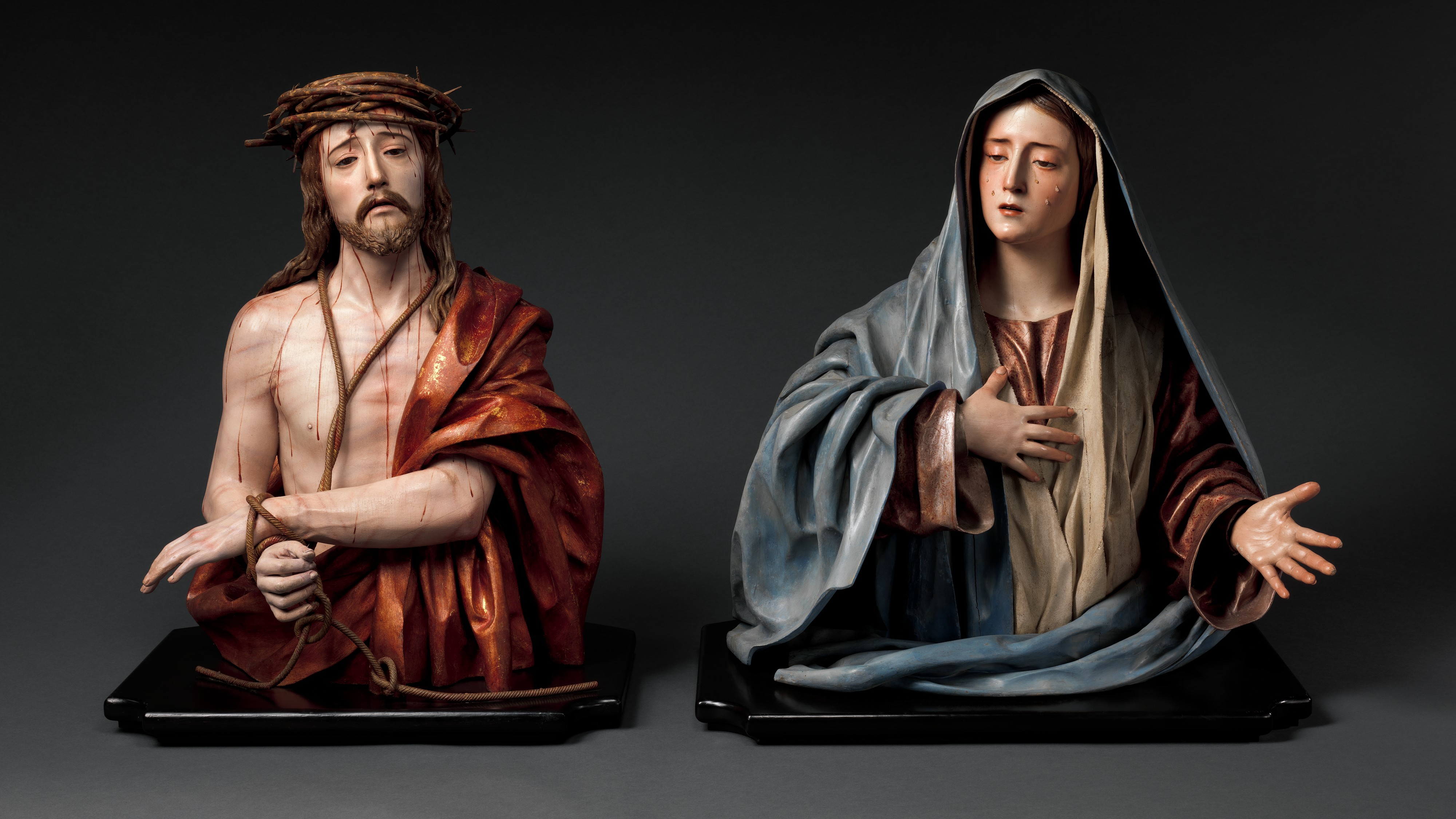
Ecce Homo y Mater Dolorosa. Museo Metropolitano de Nueva York.

Como los Ecce Homo, las Dolorosas están realizadas con los mismos tipos y mismas medidas, siendo el más corriente el de medio busto, donde aparece la Virgen con los brazos completos, como la guardada en la Real Academia de Bellas Artes de San Fernando, Madrid, la del Museo de Bella Artes de Granada, o la de las Descalzas Reales también de Madrid, de medio cuerpo con túnica roja, velo blanco y manto azul, con una mano sobre el pecho y la otra extendida, en el rostro los ojos entornados con la boca entreabierta y lágrimas sobre las mejillas, con dolor contenido; el modelado es sobrio y la talla de los paños finísima.
Una de las creaciones singulares de la escultura granadina atribuida a Mena, es la de emparejar ambos bustos. Entre estos destacan el grupo del monasterio de las Descalzas Reales, fechados en 1673, los procedentes de la iglesia parroquial de Valdestillas que se guardan en el Museo Diocesano y Catedralicio de Valladolid, de la iglesia de San Luis de los Franceses de Sevilla o los de la iglesia de San Pedro de Lima.

### Esculturas de los Reyes Católicos
De toda la obra de Mena, las esculturas de los Reyes Católicos para las catedrales de Granada y Málaga son las únicas que no son de tema religioso.
El contrato para las efigies orantes de los reyes, que debían colocarse en la capilla mayor de la catedral de Granada, se firmó el 26 de agosto de 1675 entre los cabildos catedralicios, el municipal de la ciudad y por Pedro de Urrea en representación de Pedro de Mena:

... en atención y consideración a los muy esclarecidos e invencibles Señores Reyes Católicos de Castilla, Don Fernando y Doña Isabel, de feliz Memoria, con su poder y cristiano celo, ganaron y conquistaron esta ciudad y su reino, fabricando y edificando en ella muchos templos, a honra y gloria de Dios, Nuestro Señor, y su Bendita Madre, en especial mandaron edificar esta dicha Santa Iglesia Metropolitana, [...] que de presente se esta acabando con tanta grandeza que será uno de los mayores templos de España y para ilustrarlo, con mayor perfección, han determinado que [...]se coloquen las efigies de los Sres. Reyes Católicos[...] con la decencia y majestad que se debe.

El escultor fijó la cantidad de 3000 ducados por la realización de la obra incluida la policromía, habiendo mandado para su aceptación las condiciones junto con dibujos preparatorios a pluma y tinta con aguadas. El dibujo de Isabel se encuentra en el The Getty Center de Los Ángeles y el de Fernando en la Universidad de Leiden. El trabajo se concluyó con la colocación de las esculturas el 29 de diciembre de 1676, Mena cobró el último pago de 1.000 ducados el 11 de enero de 1677. Las imágenes realizadas en madera de cedro tienen unas medidas de 146x126x157 cm y están colocadas a unos ocho metros del suelo, en actitud orante ante el tabernáculo central de la capilla, arrodillados ambos sobre un cojín y con las manos unidas por las yemas de los dedos. Para el rostro de Isabel parece que tomó como modelo el de la Virgen de Belén realizada por él mismo, mientras que el de Fernando parece remitir al del cenotafio real de Domenico Fancelli. La calidad de las vestiduras talladas con los más mínimos detalles queda resaltada por la magnífica policromía. La reina luce el brial y el manto con un rico estofado con adornos de tipo vegetal, predominando los colores rojos y dorados; el rey se encuentra vestido con un manto rojo forrado de armiño y adornado con símbolos y emblemas de los monarcas. La pintura la llevó a cabo el pintor Luis de Zayas como aparece en las condiciones que remitió Mena al cabildo, previas al contrato.
En 1676, seguramente al ver las anteriores imágenes, se le encargó a Mena la realización de otra pareja real, también orantes, para la capilla de la Virgen de los Reyes de la catedral de Málaga, perteneciente a la Hermandad de los Racioneros. Las esculturas son de tamaño más reducido que sus homónimas de la catedral de Granada, se muestran más humildes en sus vestiduras y las cabezas de los monarcas están ladeadas hacia arriba para orar en dirección de la imagen de la Virgen con el Niño que se encuentra en un plano superior.

## Obras
- Inmaculada Concepción  de Alhendín (Granada)
- Inmaculada Concepción, Liebieghaus Skulpturensammlung Frankfurt (Alemania)
- San Antonio, Convento de San Antonio Montefrío (Granada)
- Virgen de la Sangre (1672), Hermandad de la Vera Cruz. Rute (Córdoba) (atribución).
- Soledad y Quinta Angustia. Cabra (Córdoba) (atribución).
- Magdalena penitente. Museo Nacional Colegio de San Gregorio (Valladolid).
- Magdalena penitente. Real Iglesia de San Miguel y San Julián de Valladolid.
- Magdalena penitente. Iglesia de la Magdalena de Valladolid.
- San Pedro de Alcántara. Museo Nacional Colegio de San Gregorio (Valladolid).
- Bustos en pareja de Ecce Homo y Dolorosa. Museo Diocesano y Catedralicio de Valladolid.
- Bustos en pareja de Ecce Homo y Dolorosa. Museo del Císter, Málaga.
- Bustos en pareja de Ecce Homo y Dolorosa. Museo de Bellas Artes de Málaga.
- Bustos en pareja de "Ecce Homo y Dolorosa". Iglesia de San Pedro Apóstol. Budia (Guadalajara)
- San Francisco de Asís, en el Museo de Antequera en Málaga.
- Sillería alta del coro de la Catedral de la Encarnación de Málaga.
- San Francisco de Asís en la Catedral de Toledo.
- Los Reyes Católicos. Catedral de Granada.
- Los Reyes Católicos. Catedral de Málaga.
- La Dolorosa, en el Museo de la Real Academia de Bellas Artes de San Fernando, Madrid.
- San Pascual Baylón. Museo catedralicio de Málaga.
- Inmaculada. Iglesia de San Nicolás de Bari (Murcia).
- María Santísima de la Esperanza. Pontificia y Real Archicofradía del Dulce nombre de Jesús Nazareno del Paso y María Santísima de la Esperanza Coronada. Basílica de la Esperanza (Málaga)
- Inmaculada. Museo del Císter, Málaga.
- Inmaculada. Seminario de Málaga, (recientemente descubierta).
- San Juan Bautista Niño, (1674), Museo de Bellas Artes de Sevilla.
- Grupo escultórico del Sagrado Lavatorio. Ermita de Dios Padre de Lucena.
- Cristo de la Buena Muerte y Ánimas (Cristo de Mena). Iglesia de Santo Domingo (destruido en la quema de conventos de 1931; parte de una pierna no quemada completamente de la escultura original se exhibe en el museo del Palacio Episcopal, y el pie lo guarda la Congregación de Mena)
- Virgen de Belén. Iglesia de Santo Domingo (destruido en la quema de conventos de 1931)
- Ecce homo y Dolorosa. Parroquia del Carmen (destruido en la quema de conventos de 1931)
- La Soledad. Parroquia de San Pablo (destruido en 1931)
- Virgen de las Lágrimas. Parroquia de los Mártires (destruido en la quema de conventos de 1931)
- San Pedro de Alcántara. Iglesia de los Santos Mártires (destruido en la quema de conventos de 1931)
- Bustos de jesuitas. Parroquia de Santiago Apóstol (destruido en la quema de conventos de 1931)
- San Juan de Dios. Parroquia de Santiago Apóstol (destruido en la quema de conventos de 1931)
- Dolorosa de las Servitas. Parroquia de San Felipe Neri (destruido en la quema de conventos de 1931)
- Santa Ana. Parroquia de San Felipe Neri (destruido en la quema de conventos de 1931)
- San José. Parroquia de San Felipe Neri (destruido en la quema de conventos de 1931)
- San Joaquín. Parroquia de San Felipe Neri (destruido en la quema de conventos de 1931)
- Dolorosa. Iglesia de San Agustín (destruido en la quema de conventos de 1931)
- Dolorosa. Basílica y Real Santuario de Santa María de la Victoria (Málaga).
- Dolorosa de la Catedral de la Encarnación de Málaga.
- Niño en la cuna. Museo del Císter, Málaga.
- Aparición de la Virgen a San Antonio de Padua. Museo de Bellas Artes de Málaga.
- Busto de Dolorosa. Convento de San José de Málaga, similar a la Dolorosa de Cuenca. (destruido en la quema de conventos de 1931)
- Busto de Dolorosa. Sacristía de la Catedral de Cuenca.
- San Elías. Iglesia de la Encarnación. Alcaudete (Jaén)
- Bustos en pareja de Ecce Homo y Dolorosa. Museo Metropolitano de Arte, Nueva York.
- Dolorosa. Museo Fitzwilliam, Cambridge (Reino Unido).
- San Diego. Museo de Arte de San Diego, San Diego (California).
- Inmaculada Concepción. Museo de Arte Sacro San Antolín, Tordesillas, (Valladolid).
- Bustos de un Ecce Homo y una Dolorosa, que se encuentran en el convento de las puras de Almería.